# Ghazzali
Abu hamid Muhammad al-Ghazzali, eller blot Ghazzali (født 1058, død 19. december 1111) var en persisk retslærd, teolog og sufi-mystiker.
Ghazzali har bl.a. skrevet om islamisk teologi og mystik.